# Antybiogram

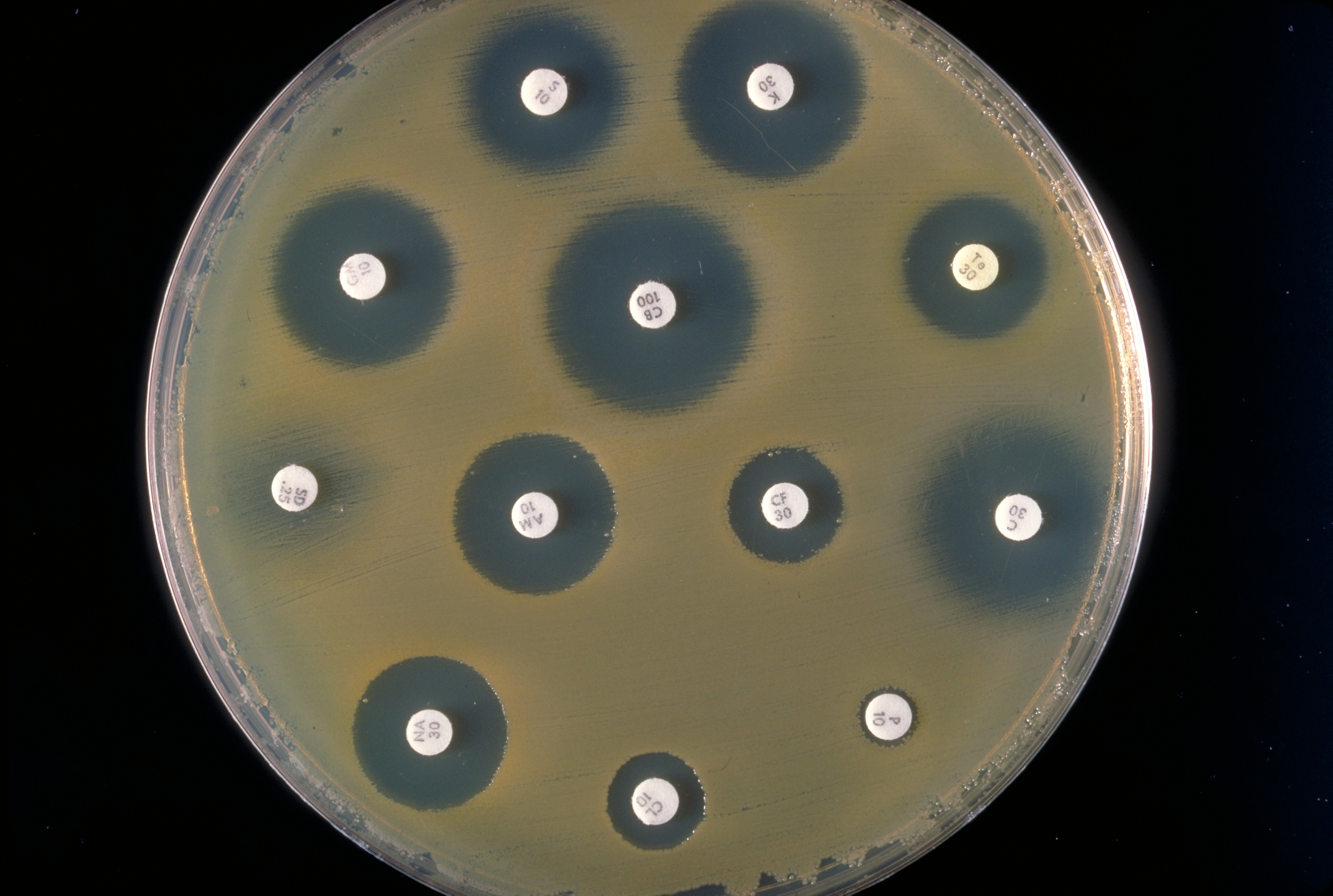
Krążek z badaniem wrażliwości bakterii na antybiotyk

Antybiogram – profil wrażliwości danego mikroorganizmu na działanie środków przeciwdrobnoustrojowych (np. danej bakterii chorobotwórczej na antybiotyki). Taka podatność różni się w zależności od szpitala, regionu i kraju. Antybiogramy pomagają decydować, które antybiotyki zastosować w leczeniu podejrzanych infekcji.